# Історія виникнення радіо
Радіо — методи та засоби, призначені для бездротового передавання, приймання або одночасного передавання та приймання інформації на відстані. Носієм інформації (себто повідомлення апріорі невідомого) є електромагнітна хвиля радіочастотного діапазону (радіохвиля), далі в тексті — ЕМХ. Наприклад, якщо кинути камінь у воду, то інформацію про це ми отримаємо за рахунок поширення водяних хвиль навкруги від місця падіння каменя. Так саме поширюються у просторі ЕМХ.

## Вступ
Виникнення радіо (раннього радіо) було результатом еволюційного розвитку науки і техніки, кропіткої праці вчених, інженерів, техніків, ентузіастів протягом століття. Тому є некоректним питання про відкриття, винахід чи іншу форму персонального авторства радіо.

### Альтернативні види зв'язку
До виникнення радіо, була значна кількість досліджень, патентів та практичних застосувань стосовно існуючого на той час електричного телеграфу, де один або обидва дроти, що з'єднували телеграфні апарати, замінювали навколишнім середовищем: землею, водою, атмосферою. Такий телеграф називали бездротовим, а дослідники використовували електричну провідність навколишнього середовища замість з'єднувальних дротів. Ці методи не набули подальшого розвитку через порівняно малу відстань зв'язку. Хоча деякі використовуються до цього часу, як наприклад індуктивний зв'язок для малих відстаней та, деколи, для запобігання надлишкових радіовипромінювань за межі об'єкту. Це маловживані види зв'язку.
1837 року німецький фізик Карл А. Штайнгайль використав лише один дріт для телеграфу, а замість другого провідника використовувалась земля. Для цього другий дріт телеграфних апаратів був з'єднаний із закопаними в землю металевими пластинами. У пресі одразу з'явились «ідеї» про заміну й першого дроту також землею і т. ін. 1879 року американський фізик Е. Долбер використовував провідність землі для телефонного зв'язку на відстані у чверть милі.
У середині 1880 років американський винахідник Томас А. Едісон винайшов електромагнітну індукційну систему бездротового телеграфного зв'язку, що працювала на відстані до 600 м, між рухомими потягами та дротами телеграфних ліній, які облаштовувались паралельно до залізничних колій. Ця система зв'язку була використана під час Великої снігової бурі в Америці у 1888 році, коли велика кількість потягів не мала змоги пересуватися через снігові заметілі. 1891 року Т. Едісон запатентував електростатичну індукційну систему зв'язку між морськими суднами.
Індукційними системами передачі займався також американець Семюел Ф. Б. Морзе. Англійський фізик Вільям Г. Пріс застосовував індукційну систему 1892 року для зв'язку в Брістольському каналі на відстані 5 км. Однак його система мала значну ваду, бо довжина передавальної та приймальної антен була сумірною з відстанню зв'язку. Були також дослідники, які використовували атмосферну електрику для здійснення зв'язку.

### Термінологія, патентне протистояння
Термін «радіо» (в контексті приймання та передавання ЕМХ) увів Едуард Бранлі 1890 року, а 1903 року Міжнародна конференція з бездротового зв'язку ввела термін «радіотелеграфія». Але ще задовго до цього та й після використовувались похідні терміни: грозовідмітник, розрядовідмітник, радіоприймач, бездротовий зв'язок та телеграфія, радіосигналізація, радіотелеграф т. і. Це створювало плутанину, різні сприйняття, думки, публікації тощо, через суб'єктивне, не фахове трактування процесів радіо, особливо якщо цим займались журналісти, письменники, історики та інші, тобто люди безумовно творчі, але досить далекі від радіо.
Інколи це відбувалось цілеспрямовано, як у випадку штучного протистояння «Попов проти Марконі». Чого вартий висновок російської «наукової» комісії Ореста Хвольсона, яка після смерті Олександра Попова, ухвалила рішення про визнання його винахідником радіо «по справедливості». Все це було, ймовірно, з метою відокремлення Росії від дії патентів Марконі, за які потрібно було б сплачувати значні кошти при використанні засобів радіо. Ну а комуністичний режим використовував це для пропаганди першості «винаходу, відкриття» радіо — щоб бути «…впереди планеты всей (рос.)». До речі подібне «патентне» протистояння було між Гульєльмо Марконі та Ніколою Тесла, Адольфом  Слабі.

### Інформаційна оцінка засобів радіо
Для однозначної, неупередженої оцінки процесів у засобах радіо та визначення їх призначення, існує об'єктивний універсальний параметр радіо. Це електромагнітна хвиля (ЕМХ), яка є джерелом або носієм інформації. Використання інформаційної ознаки, дозволяє уникнути суб'єктивізму трактування існуючих на той час багатозначності термінів, призначень та застосувань засобів радіо. Критерієм (основною ознакою, правилом) виникнення радіо є хронологічна поява практично виконаних, функційно завершених, публічно продемонстрованих засобів радіо, в залежності до їхнього призначення за інформаційною ознакою (ЕМХ):
- І. Приймач ЕМХ (радіоприймач, приймач, грозовідмітник, розрядовідмітник, реєстратор блискавок та іскор) — пристрій для приймання (реєстрації) ЕМХ. Інформацією був факт приймання (отримання) ЕМХ. На початку використовувались природні джерела ЕМХ — блискавки. Розряд блискавки створював ЕМХ, що поширювалась навкруги та приймалась приймачем ЕМХ.
- ІІ. Прийомопередавач ЕМХ — власне два пристрої: один для передавання, другий для приймання ЕМХ (без сенсової інформації). Інформацією був факт приймання ЕМХ, переданих передавачем. В пристроях передавання (передавачах) використовувалась модель блискавки — формувались іскри довжиною від кількох до десятків сантиметрів, штучні «міні-блискавки», що створювали ЕМХ.
- III. Радіотелеграф — прийомопередавач електромагнітних хвиль, у які при передаванні закладалась сенсова інформація, в основному у вигляді азбуки Морзе. Інформацією був факт приймання ЕМХ із сенсовою інформацією, переданих передавачем. Тобто, здійснювалось приймання переданої азбуки Морзе.
- IV. Радіосистема (радіотехнічна система, система) — виникла на основі подальшого розвитку радіотелеграфу. Система радіокерування — одна з перших радіосистем безпровідного, дистанційного керування об'єктами. В системі радіокерування використовувався радіотелеграф для передавання інформації про команди керування та для приймання цих команд, що приводять в дію виконавчі механізми на керованому об'єкті.

## Дослідження атмосферної електрики
Дослідники атмосферної електрики на ті часи ще не знали про існування ЕМХ. Вони вивчали невідоме в науковому плані явище — блискавки, в основному для запобігання їх руйнівної та небезпечної для живих організмів дії. Одним із перших, хто досліджував електричну природу блискавок (природних джерел ЕМХ), був відомий американський учений Бенджамін Франклін. 1750 року він опублікував роботу, в якій пропонував використовувати повітряного змія для проведення дослідів. 1752 року цей експеримент здійснили, незалежно один від одного, французький учений Томас-Франсуа Толібард та Б. Франклін, який був електрично ізольований від землі для запобігання враженню блискавкою. Ці дослідження були досить небезпечними, так російський вчений Георг Ріхман 1753 року загинув від ураження кульовою блискавкою.
Італійський вчений Луїджі Гальвані 1780 року дослідив, що електрична іскра на відстані викликає скорочення м'яза препарованої жаби, до якого торкався скальпель. Протягом наступних 11 років «у вільний від роботи час» Луїджі проводив дослідження впливу електричних іскор на препаровані м'язи тварин, що були дуже чутливими до дії іскор. Джерелом іскор він використовував індукційну машину, тобто джерело ЕМХ.
Для приймання (реєстрації) іскор Л. Гальвані сконструював переносний прилад (приймач ЕМХ). Для збільшення дальності дії іскор, він у приймачі застосував антену, названу ним «провідне тіло, нервовий провідник» та заземлення — «м'язовий провідник», приєднані до препарованого м'яза. Проведені експерименти показали, що дія іскор однакова по колу і вона зникає при встановленні електропровідних предметів (екранів) перед приймачем. Потім Гальвані провів експерименти з дослідження атмосферної електрики, використавши свій прилад.
Проведені дослідження показали вплив блискавки, що також є велетенською електричною іскрою, на «радіоприймальний» пристрій із біологічним чутливим елементом. Таким чином було втілено ідею Л. Гальвані, яка була результатом його праці та праці його попередників, зі створення пристрою для реєстрації блискавок та електричних іскор, відповідно до теперішньої термінології — радіоприймача для приймання (реєстрації) імпульсних затухаючих ЕМХ. Пристрій складався з антени та заземлення, між якими було ввімкнено чутливий елемент реєстратора, тобто ця схема стала аналогом схеми найпростішого радіоприймача з когерером або з діодним детектором.
Попри те, що автор як антену закинув кусок залізного дроту на дах, для заземлення занурив шмат дроту в криницю, а як чутливий елемент (замість когерера чи вакуумного або напівпровідникового діодного детектора) використав м'яз препарованої жаби, який скорочувався під дією іскри або блискавки та кивав жаб'ячою лапкою, забезпечивши таким чином візуальну реєстрацію ЕМХ, ідея була успішно реалізована. Людство отримало першого радіоприймача (приймач ЕМХ, реєстратор блискавок), а з врахуванням використання для досліджень штучного джерела ЕМХ, — то ще й першого прийомопередавача. 1791 року Л. Гальвані описав проведені досліди в книзі.
У 1866—1872 роках американський дослідник Махлон Луміс проводив досліди з атмосферною електрикою, Для цього використовував двох повітряних зміїв з антенами однакової довжини, кожна була послідовно з'єднана з заземленням через гальванометр. При розмиканні однієї з антен відхилялась стрілка гальванометра в колі другої антени. В 1868 році Луміс продемонстрував свій дослід на відстані 22 км. Висота антен була близько 200 м. 1872 року він отримав перший у світі патент на бездротовий телеграф.
У 1870—1872 роках американський дослідник Вільям Вард вивчав атмосферну електрику для здійснення радіотелеграфного зв'язку.

## Дослідження електромагнетизму
1820 року данський вчений Ганс Крістіан Ерстед під час демонстрації студентам досліду звернув увагу, що проходження струму по провіднику який випадково лежав на компасі, викликало відхилення магнітної стрілки. Це був перший експериментальний доказ зв'язку між електричним та магнітним полем. 1829 року американський вчений Джозеф Генрі встановив, що електричний розряд лейденської банки викликає намагнічування металевої голки на відстані.
1824 року французький вчений Франсуа Араго експериментально довів, а 1831 року англійський учений Майкл Фарадей математично описав явище електромагнітної індукції. Закон Фарадея став пізніше одним із чотирьох рівнянь Максвела. 1845 року Фарадей увів поняття електромагнітного поля. У 1861—1866 роках англійський вчений Джеймс Максвел вивчав електромагнітні хвилі й створив теорію електромагнітного поля (рівняння Максвела). Він показав, що електромагнітні хвилі поширюються в просторі зі швидкістю світла, яке також має електромагнітну природу.
У 1886—1888 роках німецький учений Генріх Герц експериментально підтвердив теорію Максвела. Для цього він сконструював приймач та передавач (прийомопередавач) електромагнітних хвиль. Передавач складався з батареї та іскрової котушки Румкорфа, вторинна обмотка якої була з'єднана з передавальною антеною — симетричним вібратором (вібратором Герца), ближні кінці якого закінчувались металевими кульками (розрядником). Приймач складався з приймальної рамкової антени (металева рамка з розрізом посередині однієї із її сторін). Розріз також був облаштований кульковим розрядником з регульованою відстанню.
Приймання і передавання ЕМХ здійснювались на відстані одиниць, десятків метрів. При ввімкнені батареї, між кульками розрядників передавача та приймача виникали іскри. Герц дослідив основні характеристики: інтерференцію, дифракцію, поляризацію, відбиття електромагнітних хвиль та спростив рівняння Максвелла. Теорія Максвелла та її експериментальне підтвердження Герцом на високому теоретично-технічному рівні, вказали шлях вченим, інженерам та ентузіастам для освоєння та удосконалення радіо.

## Дослідження прийомопередавачів
У старі часи в науці використовувалась методика повторення піонерських експериментів для детальнішого вивчення нових явищ. Багато відомих учених повторили дослід Герца: італійський вчений Аугусто Ріґі (його студентом був Гульєльмо Марконі), англійський учений Олівер Лодж, російський учений Олександр Попов та інші. Були також відомі вчені, які працювали над іншими питаннями, але одночасно здійснювали й експерименти з радіо. Це американці Томас Едісон і Нікола Тесла, білорус Якуб Йодко, бенгалець Чандра Бос, українець Микола Пильчиков та інші. Були також ентузіасти радіо, які проводили власні дослідження.
Передавачем ЕМХ використовували, як правило, іскрову схему на основі котушки Румкорфа з незначними змінами упродовж часу виникнення радіо. Як природні передавачі (джерела) ЕМХ використовували блискавки. Збільшення дальності прийомопередавання ЕМХ на перших порах здійснювали в основному за рахунок підвищенням чутливості приймачів, яка залежала від виду чутливого елемента та здійснення належного підсилення його сигналу, застосування оригінальних конструктивних та схемних рішень, тощо.
У радіоприймачах чутливим елементом, призначеним для виявлення ЕМХ, спочатку використовувався біологічний елемент (препарований нерв, Л. Гальвані), іскровий розрядник (Т. Едісон), радіокондуктор (Е. Бранлі), пізніше когерер (О. Лодж). Радіокондуктор, когерер — пристрій (двополюсник) з тригерним ефектом зміни його опору (після механічного струсу корпуса — високий опір; після дії вхідної електромагнітної хвилі — низький опір).
1835 року шведський фізик Т. Мунк оф Розеншольд в статті: «Досліди над властивістю твердих тіл проводити електрику» описав вплив електричного розряду на провідність металевих ошурків та пристрій, який складався зі скляної трубки з металевими електродами на кінцях, заповненої різноманітними хімічними подрібненими матеріалами: оловом, сіркою, вугіллям тощо. При розряді лейденської банки через пристрій, його опір різко зменшувався, а для відновлення початкового високого опору необхідно було трубку струснути. Аналогічні пристрої також досліджували та запатентували в 1866 році брати Варлей з Англії, дослідження проводив також італійський фізик Фемістокл Кальцекі-Онесті 1884 року.
1890 року французький учений Едуард Бранлі досліджував скляну трубку з металевими ошурками для виявлення (приймання) електромагнітних хвиль та дав їй назву радіокондуктор. Схема приймача Бранлі містила батарею, радіокондуктор, антену, гальванометр та резистори для обмеження струму. При використанні передавача на основі електрофорної машини або котушки Румкорфа, реєстрація ЕМХ здійснювалась на відстані 20 м.
1894 року англійський учений Олівер Лодж удосконалив радіокондуктор, автоматизувавши процес його струсу. Для цього використовувались або електродзвоник, або електромеханічний пристрій з молоточком. Цьому поєднанню радіокондуктора з механізмом струсу (переривачем) Лодж дав назву когерер. Для додаткового підсилення струму когерера, при необхідності, Лодж використовував батарею та чутливе реле.

## Піонери радіо

### Америка
1875 (1876) року американський винахідник Томас Едісон проводив досліди та здійснив прийомопередавання ЕМХ на 30 м. Передавачем була індукційна котушка (котушка Румкорфа), приймачем — два загострені провідники (розрядник), розташовані в одну лінію в темній коробці зі збільшуваним склом. Висунутий кінець одного провідника був обладнаний порожнистою кулею (антеною), а другого — гвинтом для регулювання відстані між вістрями провідників. Досліди з прийомопередавання ЕМХ із використання приймача Т. Едісона одночасно проводили також інші вчені.
У 1878—1880 роках американський винахідник Девід Г'юз здійснив прийомопередавання ЕМХ на 460 м. Передавачем була індукційна котушка, приймачем було послідовне з'єднання телефона та мікрофона власної конструкції. При роботі індукційної котушки змінювався опір вугільного мікрофона, що викликало звуки в телефоні. Проте запрошені на демонстрацію вчені запевнили автора, що це було явище електромагнітної індукції.
1893 року американський вчений Нікола Тесла продемонстрував прийомопередавання ЕМХ. У 1896 році він здійснив прийомопередавання ЕМХ (радіозв'язок) на відстані 32 км. У липні 1898 року Тесла подав матеріали (8 листопада 1898 року отримав патент США № 613809), а у вересні 1898 року на електричній виставці в Медісон-Сквер-Гарден у Нью-Йорку, продемонстрував радіокерований електричний човен, який назвав телеавтоматом.

### Європа
У 1886—1888 роках німецький вчений Генріх Герц здійснив прийомопередавання ЕМХ на відстані до десятків метрів.
1890 року білоруський вчений Якуб Наркевич —  Йодко здійснював реєстрацію блискавок на відстані до 100 км. Основними елементами його приймача ЕМХ були висока антена, заземлення. телефонна трубка. 1891 (1892) року Я. Наркевич-Йодко в Відні демонстрував прийомопередавання ЕМХ. Для передавання ЕМХ використовувалась котушка Румкфорта, з'єднана з антеною та заземленням. Приймач складався з антени, заземлення, телефонної трубки.
1892 року київський студент В. О. Добровольський у листі до журналу «Электричество» запропонував проєкт радіотелеграфу. Він навів схему прийомопередавача, що в загальних рисах нагадувала іскрові радіостанції, які з'явились значно пізніше. Стаття не була опублікована, тому що редакція у своїй відповіді повважала цей проєкт не здійсненним.
14 серпня 1894 року в Оксфордському університеті Олівер Лодж та Александер Міргед вперше в світі демонстрували радіотелеграфію. Передавання здійснювалась азбукою Морзе на відстані 40 (55) м. Лодж повідомив, що чутливості приймача достатньо для зв'язку на відстані в півмилі, якщо не заважатимуть близькі розряди блискавок. Передавачем використовувався передавач Герца. Приймач складався з антени, батареї, гальванометра, реле, електродзвоника та радіокондуктора Бранлі. Гальванометр був корабельного типу, призначений для відображення азбуки Морзе при дротовому телеграфі. Електродзвоник використовувався для струсу радіокондуктора та для слухової індикації наявності ЕМХ. Промислового впровадження радіотелеграфу О. Лодж не здійснював.
Весною 1895 року італійський фізик, бізнесмен Гульєльмо Марконі здійснив прийомопередавання ЕМХ на сотні метрів а до кінця року до милі. 2 вересня 1896 року Марконі під Лондоном демонструє радіозв'язок на відстані 7 км. 2 липня 1897 року Марконі отримав патент № 12039 UK, з пріоритетом від 2 червня 1896 року, «Удосконалення в передачі електричних імпульсів, сигналів та в апаратурі для цього».
Передавач Марконі складався з батареї, антени, телеграфного ключа, котушки Румкорфа з розрядником, зануреним в олію. Це був передавач Герца, модифікований професором Рігі. Приймач був виконаний на основі схеми О. Лоджа та вдосконалений Г. Марконі. До складу приймача входили елементи: антена, вакуумний когерер із сумішшю нікелевих та срібних ошурків з додаванням ртуті, обладнаний електромеханічним механізмом струшування, реле, дві батареї, два дроселі, що розділяли високочастотну та низькочастотну частини приймача. 6 липня 1897 року Марконі встановив радіозв'язок на відстані близько 15 км.
На початку 1897 року німецький вчений Адольф Слабі здійснив прийомопередавання ЕМХ на відстань 250 м, а 7 жовтня 1897 року встановив радіозв'язок на відстані 21 км.
25 квітня (7 травня) 1895 року російський фізик Олександр Попов на засіданні Російського фізико-хімічного товариства прочитав лекцію «Про відношення металевих порошків до електричних коливань» та продемонстрував прилад, призначений, згідно з протоколом товариства, «…для показу швидких коливань в атмосферній електриці». Цей прилад, названий автором «грозовідмітник», який пізніше називали «розрядовідмітник», був першим приймачем ЕМХ (радіоприймачем) у Росії. Приймач був виконаний за схемою О. Лоджа та модифікований О. Поповим. Прилад реєстрував блискавки на відстані до 30 км. У січні 1896 року Попов публікує в статті про свій прилад, що при використанні передавача Герца, реєстрація електромагнітних хвиль здійснювалась на відстані близько 60 метрів.
Літом 1897 року провадилось прийомопередавання ЕМХ на морській поверхні до 5 км. 18 (30) грудня 1897 року О. Попов та його асистент Петро Рибкін здійснили перший в Росії радіотелеграфний зв'язок, передавши азбукою Морзе слово «Герц» на відстань 250 м. Літом 1898 року були здійснені радіотелеграфні зв'язки між кораблями на відстані 5 км. У минулому столітті існувало також декілька версій «світової першості» Росії, (потім СРСР) у «відкритті, винаході» радіо, та інколи й пізніше.
25 березня 1898 року український вчений Микола Пильчиков в Одесі прочитав публічну лекцію та вперше в світі продемонстрував радіокеровані пристрої з радіоканалом, захищеним від дій завад. Радіоканал був обладнаний передавачем із кодованими сигналами та модифікованим приймачем Лоджа з когерером, реле, виконавчими механізмами, «радіопротектором Пильчикова».

### Азія
У листопаді 1894 року бенгальський (зараз Бангладеш) учений Д. Чандра Бос вперше в Азії здійснив прийомопередавання ЕМХ на відстань 23 м. Преса повідомляла, що хвилі пройшли без перешкод «…через три твердих стіни та голову губернатора…», а в момент приймання ЕМХ дзвонив дзвін та запалювався порох. Це приклад додаткового застосування ЕМХ для здійснення найпростішого виду радіокерування, хоча автор на той час про це навіть не здогадувався бо вирішував задачу підсилення демонстраційного ефекту. Ч. Бос вперше в світі використав для своїх дослідів міліметровий діапазон радіохвиль (приблизно 5 мм), розробив та виготовив досить специфічне, невідоме до нього обладнання, випередивши більше, ніж на 50 років своїх послідовників.
У тому ж році, він збільшив відстань прийомопередавання ЕМХ до 1,6 км. Чандра Бос розробив також залізо-ртутний радіокондуктор, який не потребував механічної дії для повернення в стан з високим значенням опору. Він використовував хвилеводи, діелектричні лінзи, антени, поляризатори та навіть напівпровідники на частотах до 60 ГГц. Деякі концепції його оригінальних розробок застосовані в 1,3 мм багатопроменевому приймачі, що використовується в радіотелескопі NRAO 12.

### Африка
1896 року молодий англійський телеграфіст Едвард А. Дженнінгс, який працював у Південній Африці, сконструював радіокондуктор власної конструкції — скляну трубку, наповнену срібними прикрасами з годинникового ланцюжка. Трубка відповідала тихим дзвоном на іскровий електродзвоник та набагато голосніше, коли проходив трамвай, що створював іскри в контактних дротах. Е. Дженігс виготовив індукційну котушку для створення «гучніших» іскор. Створений прийомопередавач ЕМХ працював на відстані 800 м.

## Радіостанції в Україні

### НСТУ
| Радіостанція                | Логотип | Дата запуску | Формат                                  | Сайт                               |
| --------------------------- | ------- | ------------ | --------------------------------------- | ---------------------------------- |
| Українське радіо            |         | 16.11.1924   | News/Talk                               | ukr.radio/1channel                 |
| Радіо Промінь               |         | 22.04.1965   | Музично-розмовна молодіжна радіостанція | ukr.radio/2channel                 |
| Радіо Культура              |         | 01.01.2003   | Культурно-просвітницька радіостанція    | ukr.radio/3channel                 |
| Радіо Точка                 |         | 24.08.2023   | Ретро-музичне радіо                     | ukr.radio/channel.html?channelID=5 |
| Radio Ukraine International |         | 1950         | Розмовна                                | ukr.radio/RUI                      |

| Радіостанція                    | Логотип | Регіон                                   |
| ------------------------------- | ------- | ---------------------------------------- |
| Українське радіо. Крим          |         | Автономна республіка Крим м. Севастополь |
| Українське радіо. Вінниця       |         | Вінницька область                        |
| Українське радіо. Луцьк         |         | Волинська область                        |
| Українське радіо. Дніпро        |         | Дніпропетровська область                 |
| Українське радіо. Донбас        |         | Донецька область Луганська область       |
| UA: Українське радіо. Пульс     |         | Донецька область Луганська область       |
| Українське радіо. Житомир       |         | Житомирська область                      |
| Українське радіо. Запоріжжя     |         | Запорізька область                       |
| Українське радіо. Ужгород       |         | Закарпатська область                     |
| Тиса FM                         |         | Закарпатська область                     |
| Українське радіо. Карпати       |         | Івано-Франківська область                |
| Українське радіо. Київ          |         | м. Київ Київська область                 |
| Українське радіо. Кропивницький |         | Кіровоградська область                   |
| Українське радіо. Львів         |         | Львівська область                        |
| Українське радіо. Миколаїв      |         | Миколаївська область                     |
| Українське радіо. Одеса         |         | Одеська область                          |
| Українське радіо. Полтава       |         | Полтавська область                       |
| Українське радіо. Рівне         |         | Рівненська область                       |
| Українське радіо. Суми          |         | Сумська область                          |
| Українське радіо. Тернопіль     |         | Тернопільська область                    |
| Українське радіо. Харків        |         | Харківська область                       |
| Українське радіо. Херсон        |         | Херсонська область                       |
| Українське радіо. Хмельницький  |         | Хмельницька область                      |
| Українське радіо. Черкаси       |         | Черкаська область                        |
| Українське радіо. Чернівці      |         | Чернівецька область                      |
| Українське радіо. Чернігів      |         | Чернігівська область                     |

### Business Radio Group
| Радіостанція              | Логотип | Дата запуску                       | Формат             | Сайт                  |
| ------------------------- | ------- | ---------------------------------- | ------------------ | --------------------- |
| Best FM                   |         | 01.09.2009                         | CHR, AC            | bestfm.ua             |
| DJFM                      |         | 19.09.2008                         | Hot AC, EDM        | djfm.ua               |
| DJFM Dance                |         | 2024                               | Hot AC, EDM        | djfm.ua               |
| Power FM                  |         | 22.03.2002 10.07.2017 (перезапуск) | CHR/Top 40         | powerfm.ua            |
| Magic Radio               |         | 16.11.2024                         | Classic rock, Pop  | magic.ua              |
| Шлягер FM                 |         | 08.03.2024                         | Українська естрада | shlager.fm            |
| Стильне радіо «Перець FM» |         | 01.09.2009                         | Fun radio          | perec.fm              |
| Радіо Шансон              |         | 1996 11.02.2025 (перезапуск)       | Світова естрада    | brg.ua/radio-shanson  |
| Бізнес Радіо              |         | 01.10.2008 11.02.2025 (перезапуск) | Classic rock, Pop  | brg.ua/business-radio |

### ТАВР Медіа
| Радіостанція          | Логотип | Дата запуску                       | Формат | Сайт                             |
| --------------------- | ------- | ---------------------------------- | --- | -------------------------------- |
| Radio Jazz            |         | 16.05.2019                         | Jazz | radiojazz.ua                     |
| Classic Radio         |         | 01.01.2022                         | Classic                                                                                                   | classicradio.ua                  |
| Kiss FM               |         | 25.10.2002                         | EDM | kissfm.ua                        |
| Radio Relax           |         | 20.01.2013                         | Soft AC                                                                                                   | radiorelax.ua                    |
| Radio ROKS            |         | 24.03.1992                         | Рок-музика 70-90 років та сучасні композиції у стилі року і поп-року                                      | radioroks.ua                     |
| Радіо Байрактар       |         | 07.03.2022                         | Українська музика з акцентом на патріотичні пісні та пісні війни, а також українська музика у стилі ретро | radiobayraktar.com.ua            |
| Мелодія FM            |         | 02.01.2002 09.04.2012 (перезапуск) | Nostalgia Hits 70-90's, Classic Hits                                                                      | melodiafm.ua                     |
| Наше радіо            |         | 04.04.1997                         | National AC                                                                                               | nasheradio.ua                    |
| Хіт FM                |         | 28.08.1999                         | AC/Hot AC                                                                                                 | hitfm.ua                         |
| Інтернет-радіостанції |         |                                    | |                                  |
| Radio Gold            |         |                                    | | play.tavr.media/radiogold        |
| Гуляй Радіо           |         |                                    | | play.tavr.media/guliayradio      |
| Радіо Інді.UA         |         |                                    | | play.tavr.media/radioindieua     |
| Flash Radio           |         |                                    | | play.tavr.media/flashradio       |
| Radio Italiana        |         |                                    | | play.tavr.media/radioitaliana    |
| Radio Ritmo Latino    |         |                                    | | play.tavr.media/radioritmolatino |
| K-POP Radio           |         |                                    | |                                  |

### Медіахолдинг «Evolution»
| Радіостанція     | Логотип | Дата запуску                       | Формат                     | Сайт                 |
| ---------------- | ------- | ---------------------------------- | -------------------------- | -------------------- |
| Lounge FM        |         | 18.01.2013                         | Chillout                   | loungefm.com.ua      |
| NRJ              |         | 27.04.2006 02.04.2016 (перезапуск) | Hot AC, EDM                | nrj.ua               |
| Авторадіо        |         | 23.04.2004                         | AC                         | avtoradio.ua         |
| Радіо «П'ятниця» |         | 13.02.2015 01.01.2023 (перезапуск) | AC, Hot AC, Nostalgia Hits | radiopyatnica.com.ua |
| Прямий FM        |         | 09.09.2019                         | Інфотейнмент               | prm.fm/index.html    |

### ТРК «Люкс»
| Радіостанція    | Логотип | Дата запуску | Формат                        | Сайт              |
| --------------- | ------- | ------------ | ----------------------------- | ----------------- |
| Radio Nostalgie |         | 01.05.2000   | Українська та світова естрада | nostalgie.kiev.ua |
| Люкс FM         |         | 01.01.1994   | Hot AC                        | lux.fm            |
| Радіо Maximum   |         | 10.03.2017   | АС/СHR                        | maximum.fm        |

### Інші
| Радіостанція            | Логотип | Дата запуску | Формат                   | Власник                                         | Сайт               |
| ----------------------- | ------- | ------------ | ------------------------ | ----------------------------------------------- | ------------------ |
| Europa Plus             |         |              | AC                       |                                                 | europaplus.kiev.ua |
| Армія FM                |         | 01.03.2016   | Rock, Pop                | Міністерство оборони України                    | armyfm.com.ua      |
| Голос надії             |         | 17.05.1995   | Релігійно-просвітницький | Hope Channel International                      | hope.ua            |
| Громадське радіо        |         | 2002         | News/Talk                |                                                 | hromadske.radio    |
| Країна ФМ               |         | 09.11.2016   | Hot AC                   | Нідерландський холдинг RadioCorp                | krainafm.com.ua    |
| Радіо М                 |         | 26.02.2013   | CCM, Gospel, AC          |                                                 | radiom.ua          |
| Радіо «Марія»           |         | 01.06.2010   | Духовно-просвітницький   | Міжнародна благодійна організація «Радіо Марія» | radiomaria.org.ua  |
| Ми — Україна            |         | 23.12.2024   | News/Talk                | Ігор Петренко                                   | weua.fm            |
| Радіо Чемпіон           |         | 09.09.2024   | Sport                    |                                                 | championradio.net  |
| Radio NV                |         | 12.03.2018   | News/Talk                | Томаш Фіала                                     | radio.nv.ua        |
| Просто Раді.О           |         | 13.06.1994   | Hot AC                   |                                                 |                    |
| Світле радіо «Еммануїл» |         | 07.06.2005   | Музично-релігійний       | ТОВ «ТРК Еммануїл»                              | svitle.org         |

#### Інтернет-радіостанції
| Радіостанція              | Логотип | Місто             | Формат                                            | Власник          | Сайт                        |
| ------------------------- | ------- | ----------------- | ------------------------------------------------- | ---------------- | --------------------------- |
| SUN FM                    |         | Київ              | Сучасні хіти зарубіжних та українських виконавців |                  | sunfmua.com                 |
| Rock FM                   |         | Київ              | Рок хіти                                          |                  | classicrock.com.ua/radio/   |
| Yes FM                    |         | Київ              |                                                   |                  | classicrock.com.ua/yesfm/   |
| Orange Radio              |         | Київ              | Hot AC                                            |                  | ofm.pp.ua                   |
| Radio Прищепкін UA TOP-40 |         | Київ              |                                                   | Єгор Прищепкін   | top40.in.ua                 |
| Радіо «Домівка»           |         | Нью-Йорк, США     |                                                   |                  | radiodomivka.com            |
| Емігрантське радіо        |         | Київ              |                                                   |                  | emradio.com.ua              |
| Яскраве радіо             |         | Київ, Вінниця     |                                                   |                  | yaskraveradio.fm            |
| Liqui Radio               |         | Київ              |                                                   |                  | liquiradio.com              |
| Sraka Radio               |         | Київ              |                                                   | Андрій Кузьменко | radiosraka.com.ua           |
| Arti Gian FM 2            |         | Київ              |                                                   |                  | arti-gian-fm.myrh.ru        |
| Ванда FM                  |         | Чернівці          | AC, Top-40, Pop                                   |                  | radiowandafm.pp.ua          |
| Радіо Паляниця            |         | Вінницька область |                                                   |                  | palyanytsyafm.pp.ua         |
| Holos.fm                  |         | Харків            |                                                   |                  |                             |
| Родинне радіо             |         | Київ              |                                                   |                  | rodynne-radio.com           |
| BluesMen Channel          |         | Запоріжжя         |                                                   |                  | bluesmenchannel.com         |
| РокРадіо                  |         | Херсон            |                                                   |                  | rockradioua.online          |
| Radio Sfera Music         |         | Миколаїв          |                                                   |                  | radiosferamusic.com         |
| Радiо "Шансон Плюс"       |         | Миколаїв          |                                                   |                  | http://radioshansonplus.com |
| Радіо «Chervona Kalyna»   |         | Київ              |                                                   |                  |                             |
| Radio Ucrania FM          |         | Київ              |                                                   |                  |                             |
| Море FM                   |         | Київ              |                                                   |                  | more.fm                     |
| Радіо Рибалка             |         | Київ              |                                                   |                  | rybalkafm.com               |
| Nisaja Radio              |         | Київ              |                                                   |                  |                             |
| QMALL FM                  |         | Київ              |                                                   |                  | qmallfm.com                 |
| URC Radio                 |         | Київ              |                                                   |                  | urcradio.com                |
| Radio Slúhavka            |         | Київ              |                                                   |                  | radiosluhavka.com           |

## Регіональні та місцеві радіостанції в Україні

### Вінницька область
- Радіо «Місто Над Бугом» (Вінниця)
- Радіо «ТАКТ» (Вінниця)
- Лада FM
- Тростянець FM (Тростянець)
- ОКЕЙ FM
- Ямпільське Радіо (Ямпіль)
- Погляд (Козятин)
- Томашпільське Радіо (Яришівка)
- Говорить Оратів (Оратів)
- Гайсинське Радіо (Гайсин)
- Подільське Радіо (Ладижин)
- Говорить Могилів-Подільський (Могилів-Подільський)
- Тульчинське Радіо (Тульчин)
- Бар FM (Бар)
- Муровано-Курилівецьке Радіо (Роздолівка)
- Новини Крижопілля (Крижопіль)
- Іллінецьке Радіо (Тягун)

### Волинська область
- Сім'я і Дім (Луцьк)
- Аверс FM (Луцьк)
- Radio Smak (Горохів)
- Radio1.ua (Підгайці)
- Радіо Буг (Нововолинськ)
- Радіо "Конкурент" (Луцьк)

### Дніпропетровська область
- Інформатор FM (Дніпро та область)
- TopRadio (Кам'янське)
- Nostalgie (Нікополь)
- Радіо «Кривбас» (Кривий Ріг)
- Радіо «Мегаполіс» (Кривий Ріг)
- Європа плюс (Дніпро)
- ПТРК (Павлоград)

### Донецька область
- Радіо «49 паралель» (Краматорськ)
- Класне радіо (Донецьк)
- MEGA (Донецьк)
- Військова радіостанція 14-ї ОМБр (Мар'їнка)
- Тризуб FM
- Радіо Дружківка (Дружківка)
- Радіо Клас! (Донецьк)
- Вільне радіо (Гірник)
- Радіо "Фокус" (Торез)

### Житомирська область
- КРОК Радіо (Житомир)
- Z-Radio (Житомир)
- Радіо Марія (Житомир)
- Рекорд FM (Бердичів)
- NewDay FM (Коростень)
- Радіо Баранівка (Баранівка)
- Радіо УНА (Бердичів)
- Коростень FM (Коростень)
- 106,1 FM (Житомир)

### Закарпатська область
- Радіо «Світ FM» (Ужгород)
- Радіо «7»
- Радіо «Закарпаття FM» (Ужгород)
- Радіо «Хуст» (Хуст)
- Радіо «Захід ФМ+» (Мукачево)
- Радіо Пульс - Pulzus Rádió FM (Мужієво)
- Гуцульське радіо (Хуст)
- Тиса FM (Ужгород)

### Запорізька область
- Формат FM (Запоріжжя)
- Веселе FM (Веселе)
- Азовська Хвиля (Бердянськ)
- Радіо «Дніпровська хвиля» (Запоріжжя)

### Івано-Франківська область
- Радіо «Західний полюс» (Івано-Франківськ)
- Радіо «Дзвони» (Івано-Франківськ)
- Радіо «Вежа» (Івано-Франківськ)
- Радіо «Сяйво» (Коломия)
- Радіо «Шанс» (Калуш)
- Радіо «Калуш FM» (Калуш)
- Радіо «РАІ» (Івано-Франківськ)
- Радіо «Хвиля гір» (Долина)
- Радіо «Нова хвиля» (Снятин)
- Західна столиця FM (Верховина)
- Надвірна FM (Надвірна)
- Гуцульське радіо
- Богослужіння (Гошів)
- Гуцульська столиця (Верховина)
- Радіо Варта (Косів)

### Київська область
- Classic Radio (Київ)
- Радіо Київ FM (Київ)
- Радіо Чемпіон (Київ)
- Бліц FM (Біла Церква)
- Lounge FM (Київ)
- Європа Плюс (Київ)
- Інформатор (Переяслав)
- Радіо Поліс (Яготин)
- Бізнес-Радіо (Київ)
- Бориспіль FM (Бориспіль)
- Богуслав FM (Богуслав)
- Стояночка FM (Володарка)

### Кіровоградська область
- Долинське радіо (Долинська)
- Голос Петрівщини (Петрове)
- Радіо Маяк (Олександрія)

### Луганська область
- Донбас Онлайн (Сєвєродонецьк)
- РТВ FM (Ровеньки)
- Кремінна FM (Кремінна)
- Май (Первомайськ)
- 49 паралель (Кремінна)
- Європа Плюс Луганськ (Луганськ)
- СТВ (Сєвєродонецьк)
- Марковка FM (Марківка)

### Львівська область
- Радіо «Львівська хвиля» (Львів)
- «Дуже радіо» (Львів)
- Радіо «Незалежність» (Львів)
- Radio Lwów (Львів)
- Радіо «Сокаль» (Сокаль)
- Стрий FM (Стрий)
- Твоє Радіо (Дрогобич)
- Нео Радіо (Червоноград)
- Радіо Смак (Золочів)
- Радіо «Слово» (Борислав)
- Голос Прикарпаття (Рожеве)
- Голос Стрия (Стрий)
- Радіо «Розділля» (Жидачів)
- Радіо «Yantarne FM» (Новояворівськ) онлайн
- Радіо Золочів ФМ (Золочів)
- Радіо «Розділля» (Жидачів)
- Буське Радіо (Красне)
- Радіо Перше (Львів)
- Броди FM (Броди)
- Радіо Перше (Броди)
- Радіо УНА (Радехів)
- Голос Прикарпаття (Старий Самбір)
- Гуцульське радіо (Червоноград)
- Поступ (Самбір)
- Вільне радіо королівського міста (Жовква)
- Явір FM (Яворів)
- Карпатський гомін (Турка)
- ТОВ «Смарт медіа ессетс» (Червоноград)
- Своя хвиля (Трускавець)
- Сколівські Бескиди (Сколе)
- Франкова земля (Дрогобич)
- Радіо Радехів (Павлів)
- Жидачів FM (Жидачів)
- Фреш FM (Стрий)
- Радіо Радехів (Перемишляни)
- Західна Столиця (Добромиль)
- FM Галичина

### Миколаївська область
- Radio City (Миколаїв)
- Radio Sfera Music
- Радiо Шансон Плюс

### Одеська область
- «FM1 — Перше радіо» (Одеса)
- «MIAMI» (Одеса)
- «Радіо ГЛАС» (Одеса)
- Європа плюс (Одеса)
- Арсі (Арциз)
- КЕТ (Вестерничани)
- Град FM (Одеса)  — 103,8 МГц
  - Кам’янське — 102,6 МГц
- Радіо Одеса
- Перше міське радіо (Одеса)
- Аккерман FM (Білгород-Дністровський)
- Народне Радіо (Одеса)
- Балта FM (Балта)
- ТІС FM (Першотравневе)
- Radio City (Одеса)
- Радіо Глас (Одеса)

### Полтавська область
- ReLife (Решетилівка)
- Миргород FM (Миргород)
- Кварцит (Горішні Плавні)
- Радіо-Лубни (Лубни)
- Автохвиля (Кременчук)

### Рівненська область
- Радіо «Ритм FM» (Рівне)
- Радіо «Трек» (Рівне)
- Радіо "Полісся" (Дубровиця)
- Радіо «Говорить Демидівка» (Демидівка)
- Радіо «RESPECT UA» (Острог)
- Радіо "Світязь" (Мирогоща Перша)
- Радіо Сфера-FM (Рівне)

### Сумська область
- «Слобода-FM» (Суми)
- «Радіо-Кон» (Конотоп)
- Радіо «A-FM» (Охтирка)
- ТКС (Шостка)
- Говорить Охтирське міське радіо (Охтирка)
- Перше Конотопське Радіо (Конотоп)
- Акцент (Шостка)
- Добре радіо (Тростянець)
- Експрес Радіо (Конотоп)
- Радіостудія Ромен (Ромни)
- Радіо "Спектр" (Ромни)

### Тернопільська область
- УХ-Радіо (Тернопіль)
- Радіо «Файне місто» (Тернопіль)
- Говорить Кременець (Кременець)

### Харківська область
- Радіо «Говорить Харків» (Харків)
- Радіо «Харків» (Харків)
- Радіо M-FM (Харків) — 91,2 FM
- Радіо Клас! (Куп'янськ)
- «Novaline Radio» (Харків)
- Радіо Накипіло (Харків)
- Слобожанське FM (Харків)
- Говорить Шевченкове (Шевченкове)
- Говорить Нова Водолага (Нова Водолага)
- Говорить Ізюм (Ізюм)
- Радіо Центр (Красноград)
- Радіо Клас! (Ізюм)
- Радіо Терра (Лозова)
- Радіо Лозова (Лозова)

### Херсонська область
- X.ON (Херсон)
- Говорить Рикове (Рикове)
- Meydan FM (Генічеськ)
- Іванівка FM (Іванівка)
- Хаят (Василівка)
- Лепетиха FM (Велика Лепетиха)

### Хмельницька область
- Радіо «OK FM» (Хмельницький)
- 1-ий Подільський (Теофіполь)
- Городоцький телерадіопресцентр (Городок)

### Черкаська область
- Голос Городищини (Орловець)
- Радіо «Магніт» (Канів)
- Радіо «Екватор» (Шпола) — 100,8 МГц
- Голос громади (Умань)
- Обрії FM (Сміла)
- MID-FM (Умань)
- На хвилі Корсуня (Корсунь-Шевченківський)
- Чорнобаївська хвиля (Чорнобай)
- Радіо «Тясмин» (Кам'янка)
- Радіо Активність (Ватутіне)
- Улюблене радіо вашої громади (Озірна)
- Бліц FM (Умань)
- Чигирин-99 FM (Чигирин)
- Умань (Полянецьке)

### Чернівецька область
- Радіо «10» (Чернівці)
- Радіо «С4» (Чернівці) — 106,6 МГц онлайн
- Радіо «Буковинська Хвиля» (Чернівці)
- Радіо «ТВА» (Новодністровськ)
- Сокиряни (Кельменці)
- Говорить Новодністровськ (Новодністровськ)
- Радіо 10 (Чернівці)
- Сок FM (Сокиряни)
- Західна столиця FM (Путила)

### Чернігівська область
- Радіо «Планета» (Прилуки)
- ТІМ (Чернігів)
- OneFM (Чернігів)
- Радіо Борзна (Борзна)
- Свобода FM (Ічня)
- Короп FM (Короп)

### Крим
- Радіо «Крим» (Сімферополь)
- «Trans-M-Radio» (Сімферополь)
- Радіо «Мейдан» (Сімферополь)
- Радіо «Пілот» — «Europa Plus Крим» (Сімферополь)
- Радіо «АСсоль» (Сімферополь)
- Радіо «Лідер» (Сімферополь)
- «Ялта FM» (Ялта)
- Радіо ОРФЕЙ (Ялта)
- Радіо «Бриз» (Севастополь, після анексії Криму працює з Одеси)
- Радіо «Омега-Поліс» — «MFM» (Севастополь)

## Хронологія виникнення радіо
З 1791 року, коли з'явився перший радіоприймач, до 1898 року, коли в Європі та в Америці вже з'явився радіотелеграф, а в Україні та в Америці перші радіосистеми, можна вважати терміном виникнення радіо.
- 1791. Перший в світі приймач та прийомопередавач ЕМХ. Л. Гальвані. (Італія)
- 1875. Перший в Америці (США) прийомопередавач ЕМХ на 30 м. Т. Едісон
- 1888. Перший в Европі (Німеччина) прийомопередавач ЕМХ на 5 — 15 м. Г. Герц
- 1890. Перший в Франції прийомопередавач ЕМХ на 20 м. Е. Бранлі
- 1890. Перший в Білорусі та в Російській імперії приймач ЕМХ. Реєстратор блискавок до 100 км. Я. Наркевич — Йодко
- 1891. Перший в Білорусі та Російській імперії прийомопередавач ЕМХ. Я. Наркевич — Йодко
- 1894. Перший в світі радіотелеграф. Передавання азбуки Морзе на 40 м — 800 м. О. Лодж. (Англія)
- 1894. Перший в Азії (Бенгалія) прийомопередавач ЕМХ на 1,6 км. Ч. Бос
- 1895. Перший в Італії прийомопередавач ЕМХ на сотні метрів. Г. Марконі
- 1895. Перший в Росії приймач ЕМХ. Реєстратор блискавок до 30 км. О. Попов
- 1895. Перший в Росії прийомопередавач ЕМХ на 60 м. О. Попов
- 1896. Перший в Америці радіотелеграф на 32 км. Н. Тесла
- 1896. Перший в Африці (Південна Африканська Республіка) прийомопередавач ЕМХ на 800 м. Е. Дженнінгс
- 1897. Перший в Німеччині радіотелеграф на 21 км. А. Слабі
- 1897. Перший в Росії та Російській імперії радіотелеграф на 250 м. О. Попов
- 1898. Перша в світі радіосистема. М. Пильчиков (Україна)
- 1898. Перша в Америці (США) радіосистема. Н. Тесла